# Oswald Naumann
Robert Oswald Naumann, född 2 januari 1863 i Döhlen, Sachsen, död 26/27 augusti 1946 i Helsingborg, var en tysk-svensk musikdirektör.
Naumann var under en lång följd av år ledare för det i Sverige verksamma Naumannska kapellet, vilket gjorde framträdanden i en lång rad städer och räknades till landets främsta kringresande kapell. Bland medlemmarna i kapellet märktes August Waidele, sedermera känd som musiker och musikhandlare i Söderhamn och Göteborg. Naumann blev svensk medborgare 1895.